# 何瑄
何瑄（1402年—？），字孟煥，浙江紹興府餘姚縣人，民籍。明朝政治人物。進士出身。

## 生平
浙江鄉試第八十四名舉人。宣德八年（1433年）癸丑科會試第十四名，殿試登進士第三甲第二十四名。考選行在翰林院庶吉士，宣德十年八月授检讨，纂修《宣宗实录》。正統八年八月充經筵官，丁憂服闋，十四年六月復除原职，景泰元年六月出为四川右參政，六年閏六月转左參政。

## 家族
曾祖何子秀。祖父何德義。父亲何鼐。母蔣氏。具慶下。兄琮、珵、珣；弟琏。娶潘氏。